# Смирнов, Николай Петрович (футболист)
Николай Петрович Смирнов (20 августа 1929, д. Шомино, Ярославская область, РСФСР, СССР — 12 декабря 1981) — советский футболист, защитник. Мастер спорта СССР (1959).

## Биография
Выступал за ленинградские команды «Зенит» (1950—1954), «Адмиралтеец» (1957—1958) и ЛТИ (1958). В классе «А» чемпионата СССР провёл 26 игр. В 1960—1961 годах работал в «Адмиралтейце» тренером.